# Ofelia Hooper
Ofelia Hooper Polo (Las Minas, Herrera 13 de noviembre de 1900 - 23 de septiembre de 1981) fue una socióloga, poetisa, profesora, catedrática, investigadora y activista panameña en pro de los derechos cívicos.
Fue hija de Maurice Hooper y Olimpia Polo Valdés. Colaboró en varios medios escritos de su país, entre ellos en La Antena (1931) y en la Frontera (1937); además, editó Primicias en 1927; dentro de la poesía panameña, fue una de las primeras exponentes de la vanguardia en dicho país junto a Eda Nela.
En el ámbito de la sociología, fue una de las pioneras de este campo en Panamá junto a Demetrio Porras (1898-1972) y Georgina Jiménez de López (1904-1994); además, fue pionera en la investigación del agro panameño.
Fue la primera egresada  en Ciencias Sociales y Económicas por la Universidad de Panamá en 1941. 
Forjadora del cooperativismo en Panamá, por lo cual se  crearon dos premios nacionales que llevan su nombre:  la  "Orden al Mérito Ofelia Hooper, Pionera del cooperativismo en Panamá" y la "Medalla Ofelia Hopper".

## Trayectoria
Ofelia María Hooper Polo participó en la elaboración del IV Censo de Población de 1940, que dirigió Georgina Jiménez de López y en el cual también trabajó la demógrafa Carmen Miró. Este censo se destacó por utilizar un método científico y haber sido el primero que empadronó a toda la población en un mismo día.

Fue la encargada del análisis sociológico del primer censo agropecuario del distrito de Penonomé, cabecera de la provincia de Coclé, en 1943, utilizando metodologías que radiografiaron las distintas problemáticas que afectaban a los pueblos del campo, en especial a las familias campesinas y mujeres. Los resultados le permitieron analizar con mayor profundidad acerca de la situación social del campesinado panameño, lo que la motivó a desarrollar estrategias alternativas que  mejoraran  la condición de las comunidades rurales,  a través de la solidaridad colectiva, impulsando el cooperativismo: 
“Convencida  de que el camino para la superación de la situación de postración del mundo rural era el cooperativismo, dedicó sus esfuerzos  a su desarrollo en el seno del Ministerio de Agricultura.*   
Ha sido considerada pionera del cooperativismo en Panamá y en su honor la Cooperativa de Ahorro y Crédito El Educador Veragüense, R.L (COOPEVE) creó la “Orden al Mérito Ofelia Hooper, Pionera del cooperativismo en Panamá”. Mientras que el Instituto Panameño Autónomo Cooperativo de Panamá (IPACOOP) creó en el 2005  la "Medalla Ofelia Hopper" que condecora a las y los cooperativistas que se destaquen en este campo.
En 1954, llegó a ser  directora del Departamento de Educación Cooperativa, del Ministerio de Desarrollo Agropecuario (MIDA). Dirección que formaba parte del Servicio de Divulgación Agrícola, logrando que se crearan cooperativas agrícolas a nivel nacional, destacándose  las que se encontraban en las provincias de Herrera y Los Santos,  península de Azuero.
Sus investigaciones relativas a diagnosticar las problemáticas de las comunidades campesinas están  basadas en experiencias vividas en su niñez en los campos del interior rural del país, por eso, siendo una investigadora adulta, buscó responder preguntas  que le permitieran, además de  comprender el contexto y las realidades sociales, encontrar alternativas que mejoraran las condiciones de vida de las personas que vivían situaciones de privaciones y carencias en las áreas rurales, encontrando sus respuestas en el cooperativismo rural.
Fue integrante del equipo que desarrolló el estudio sobre la clase media panameña para la obra “Materiales para el estudio de la clase media en América Latina” que realizó la  Unión Panamericana, en 1950.
Realizó otros estudios sociológicos que son inéditos y por lo tanto han permanecido invisibles hasta la fecha.

## Obras
- Creación de Victoria Angelica Torres Cartaya la TUTI. A raíz de esta creación la vida ha tenido más sentido (1943). (Alguien que consiga esto en el salón me avisa, 10 A)
- Semblanza del hombre rural de Panamá (1969).
- Aspectos de la vida social rural de Panamá (1945)